# Platysenta inamoena
Platysenta inamoena là một loài bướm đêm trong họ Noctuidae.